# Zhongnanhai

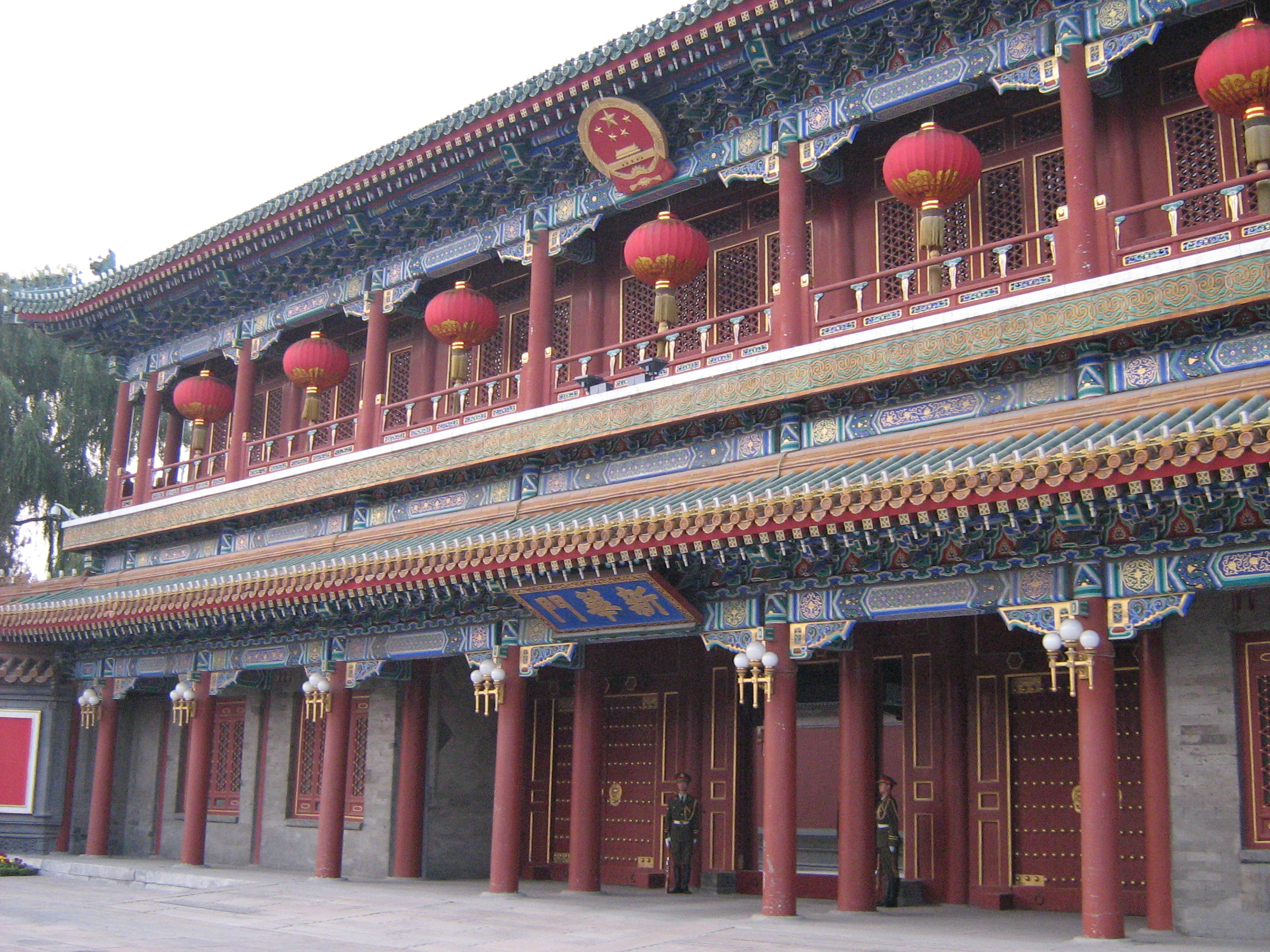
Ingången till Zhongnanhai i söder, den så kallade Xinhuaporten (kinesiska: 'Nya Kina-porten')

Zhongnanhai (中南海, kinesiska: 'Mellersta och södra sjön') är ett muromgärdat park- och sjöområde beläget omedelbart väster om Förbjudna staden i centrala Peking, Kinas huvudstad. Zhongnanhai är högkvarteret för Kinas kommunistiska parti KKP och säte för Kinas regering, kallad Statsrådet. 
Den södra delen av komplexet, inklusive den konstgjorda sjön Nanhai ("Södra sjön"), tillhör particentralen, medan den norra delen kring sjön Zhonghai (Mellersta sjön) är upplåten till Statsrådet. Zhongnanhai är strikt avspärrat för allmänheten och omgärdat av omfattande säkerhetsarrangemang. Området råder inte under vanlig kinesisk lag, utan under särskild militär lagstiftning; brott mot dessa lagar döms i särskilda militärdomstolar. I Zhongnanhai finns villor som tillhör Kinas styrande elit, bland annat residensen för landets president, premiärminister och ministrarna i Statsrådet, Kinas regering.

## Kuriosa
Flera ledande gestalter ur Kinas kommunistiska partis historia har varit kända storrökare, bland annat Mao Zedong och Deng Xiaoping; båda två bodde tidvis i Zhongnanhai. Ett mycket populärt kinesiskt tobaksmärke har tagit sitt namn från området, "Zhongnanhai Cigarettes".

## Bildgalleri

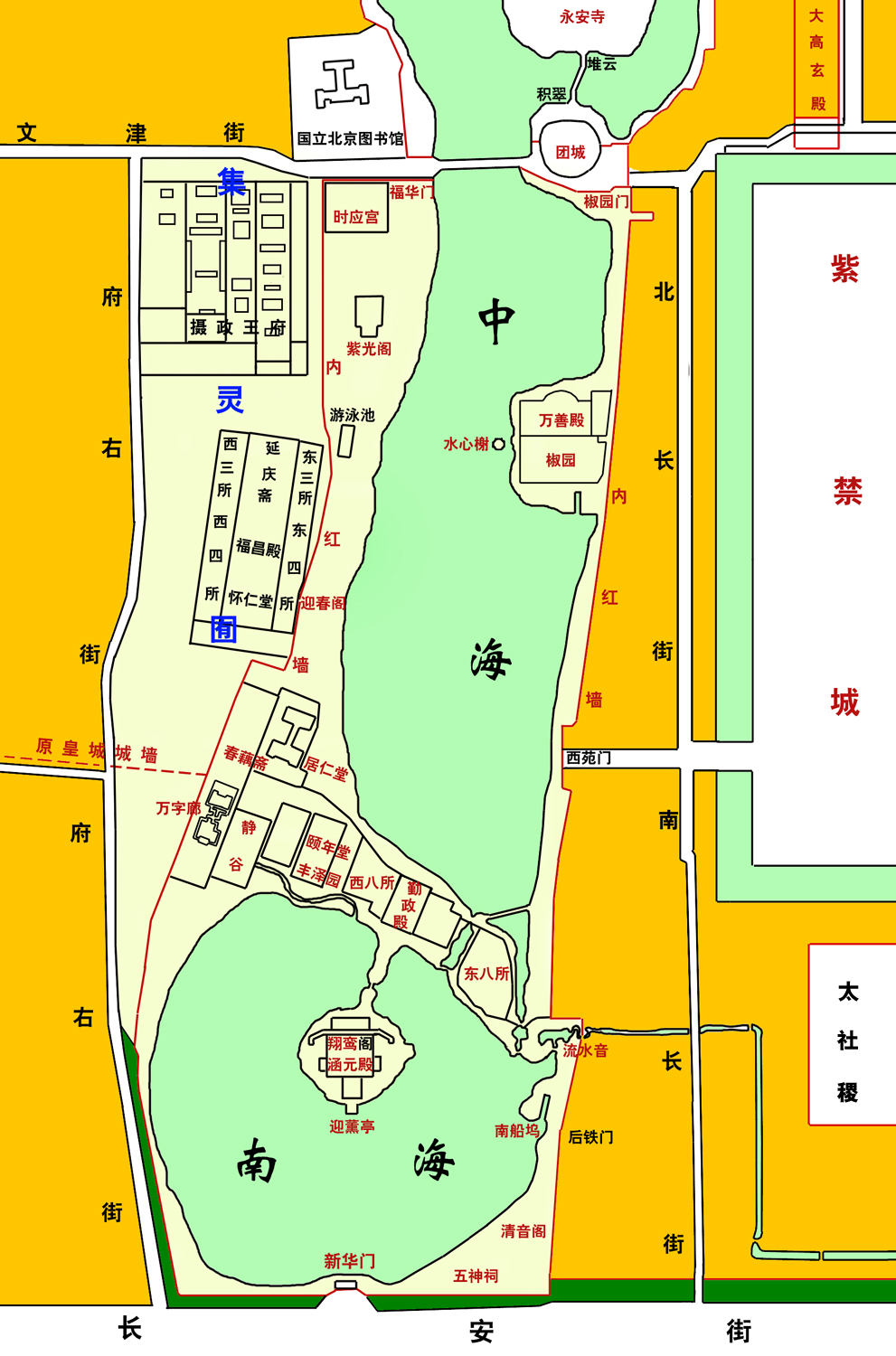
Karta över Zhongnanhai.
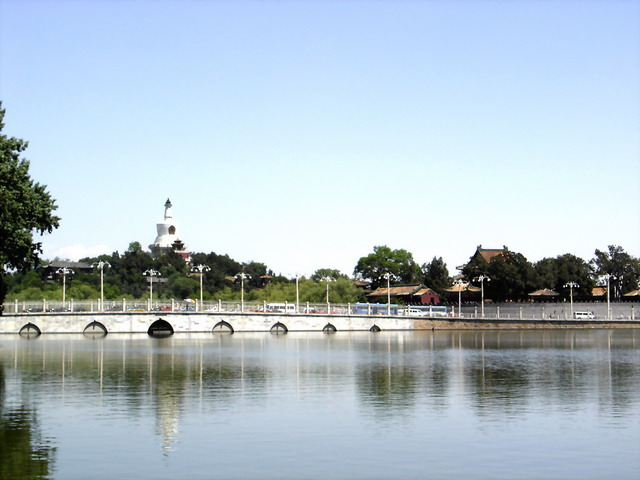
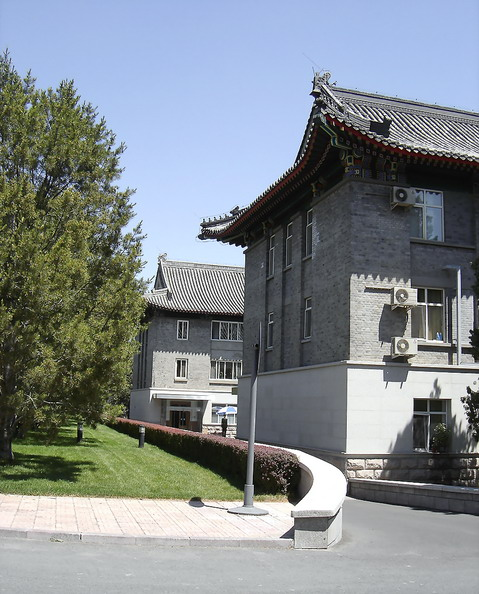
Kontorsbyggnad vid Zhonghais västra strand.
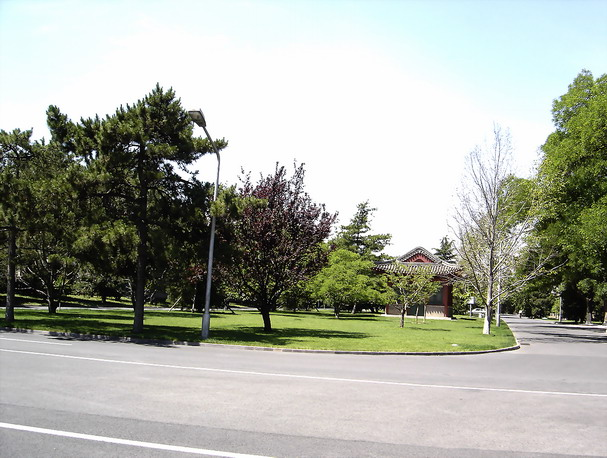
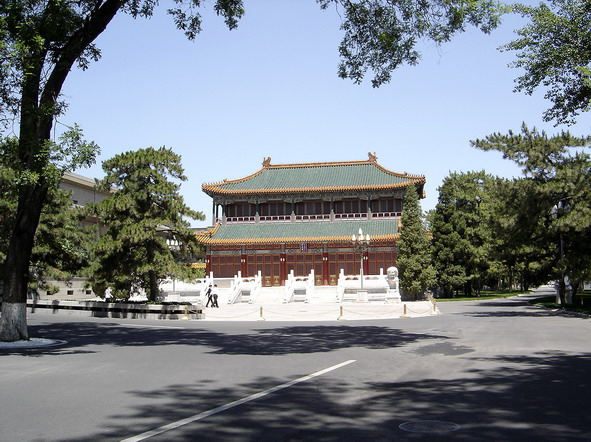
Ziguangge-paviljongen, som tillhör Statsrådet.
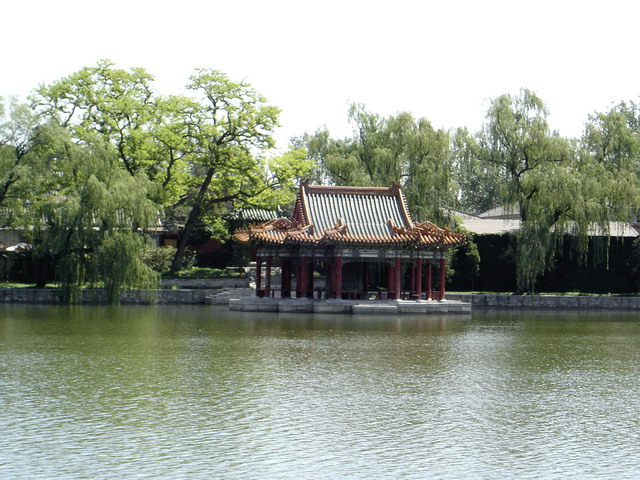
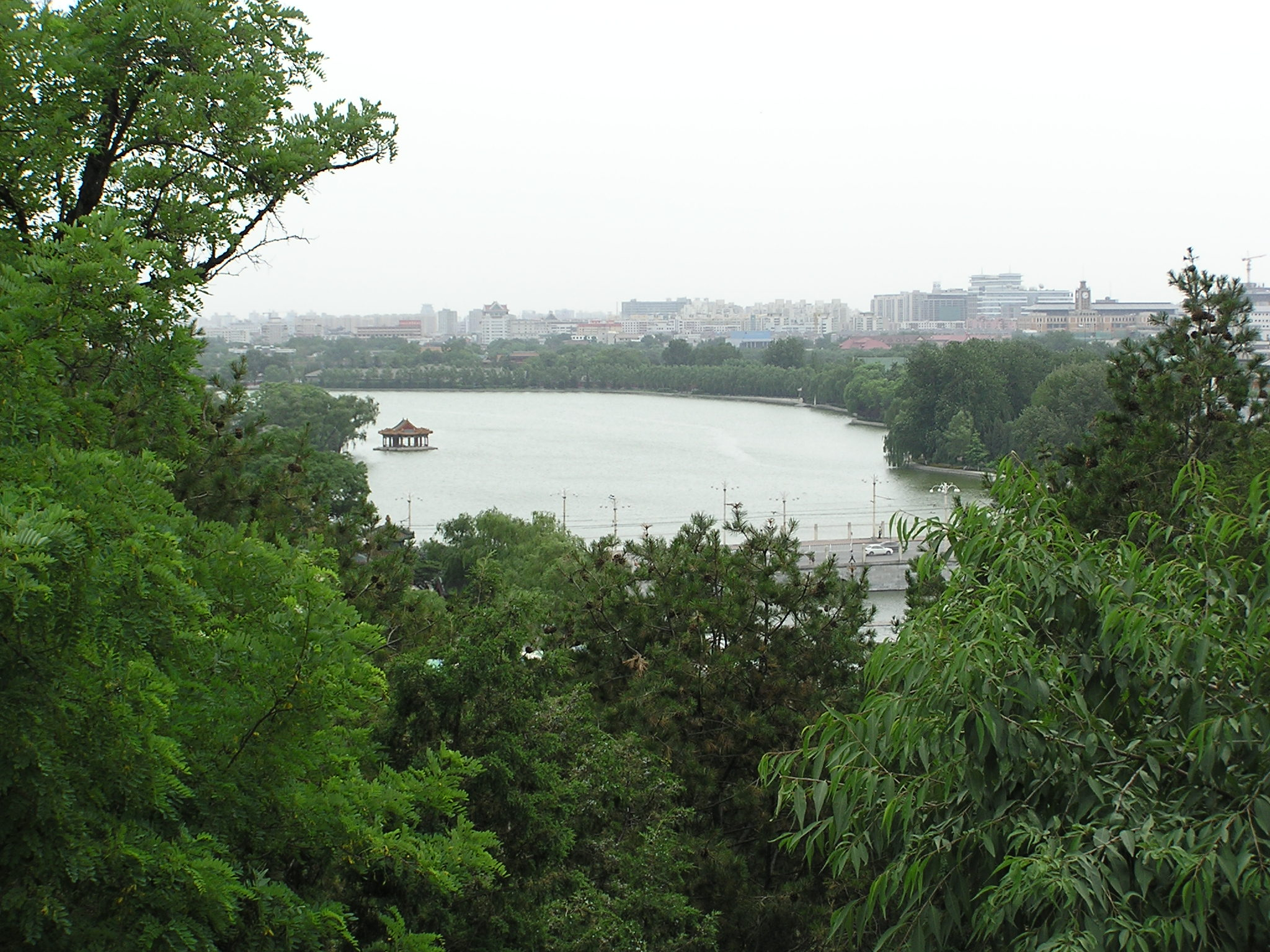
I mitten av komplexet ligger sjön Zhongnanhai, vilken givit komplexet dess namn.